# Euchloe
Genre
Euchloe est un genre holarctique de lépidoptères (papillons) de la famille des Pieridae et de la sous-famille des Pierinae.

## Noms vernaculaires
En français, les espèces du genre Euchloe comptent parmi celles appelées « Piérides » ou « Marbrés ».
En anglais, on parle notamment de dappled whites pour certaines espèces de l'Ancien Monde, et de marbles ou marblewings pour les espèces d'Amérique du Nord.

## Systématique
Le genre Euchloe a été créé par l'entomologiste allemand Jakob Hübner en 1819.
Les contours du genre sont encore débattus, et des études de phylogénétique moléculaire ont conduit certains auteurs récents à placer certaines espèces dans des genres distincts : Iberochloe Back, Knebelsberger & Miller 2008 et Elphinstonia Klots, 1930.
La délimitation des espèces est elle aussi traditionnellement difficile, et plusieurs taxons sont considérés comme des bonnes espèces par certains auteurs et comme de simples sous-espèces par d'autres.

## Liste des espèces et distributions géographiques
Le genre Euchloe est principalement holarctique, ce qui signifie que ses espèces sont présentes en Eurasie, en Amérique du Nord et en Afrique du Nord ; certaines atteignent aussi l'Afrique tropicale.
En fonction des sources, on dénombre une vingtaine ou une trentaine d'espèces,.
Les espèces suivantes constituent le genre Euchloe au sens strict :
- Euchloe belemia (Esper, 1800) — la Piéride du sisymbre — dans la péninsule Ibérique, en Afrique du Nord et au Moyen-Orient.
- Euchloe eversi Stamm, 1963 — à Tenerife — parfois considérée comme une sous-espèce d’Euchloe belemia.
- Euchloe grancanariensis Acosta, 2008 — à Grande Canarie — parfois considérée comme une sous-espèce d’Euchloe belemia.
- Euchloe hesperidum Rothschild, 1913 — à Fuerteventura — parfois considérée comme une sous-espèce d’Euchloe belemia.
- Euchloe crameri Butler, 1869 — la Piéride des biscutelles, le Marbré de Cramer — dans le Sud-Ouest de l'Europe et en Afrique du Nord.
- Euchloe melanochloros Röber, 1907 — en Afrique du Nord — parfois considérée comme une sous-espèce d’Euchloe crameri ou d’Euchloe ausonia.
- Euchloe simplonia (Freyer, 1829) — la Piéride du Simplon, la Piéride de la roquette ou le Marbré de Freyer — dans les Alpes, les Pyrénées et les monts Cantabriques.
- Euchloe ausonia (Hübner, [1804]) — le Marbré oriental — dans le Sud de l'Europe et en Asie.
- Euchloe daphalis (Moore, 1865) — en Asie centrale et du Sud.
- Euchloe pulverata (Christoph, 1884) — de la Turquie à l'Asie centrale.
- Euchloe ochracea (Trybom, 1877) — en Asie.
- Euchloe naina Kozhantshikov, 1923 — dans le Nord-Est de l'Asie et le Nord-Ouest de l'Amérique du Nord — parfois considérée comme une sous-espèce d’Euchloe ochracea[1].
- Euchloe ausonides (Lucas, 1852) — dans l'Ouest de l'Amérique du Nord.
- Euchloe creusa (Doubleday, [1847]) — dans le Nord-Est de l'Asie et le Nord-Ouest de l'Amérique du Nord.
- Euchloe orientalis (Bremer, 1864) — dans le Nord-Est de l'Asie — parfois considérée comme une sous-espèce d’Euchloe creusa[1].
- Euchloe insularis (Staudinger, 1861) — le Marbré tyrrhénien — en Corse et en Sardaigne.
- Euchloe aegyptiaca Verity, 1911 — en Afrique du Nord-Est et au Moyen-Orient.
- Euchloe falloui (Allard, 1867) — le Zébré-de-vert — en Afrique du Nord et de l'Est, au Levant et en Arabie.
- Euchloe olympia (Edwards, 1871) — l'Olympe — en Amérique du Nord.
- Euchloe guaymasensis Opler, 1986 — au Mexique.
- Euchloe hyantis (Edwards, 1871) — dans l'Ouest de l'Amérique du Nord.
- Euchloe lotta Beutenmüller, 1898 — dans l'Ouest de l'Amérique du Nord.

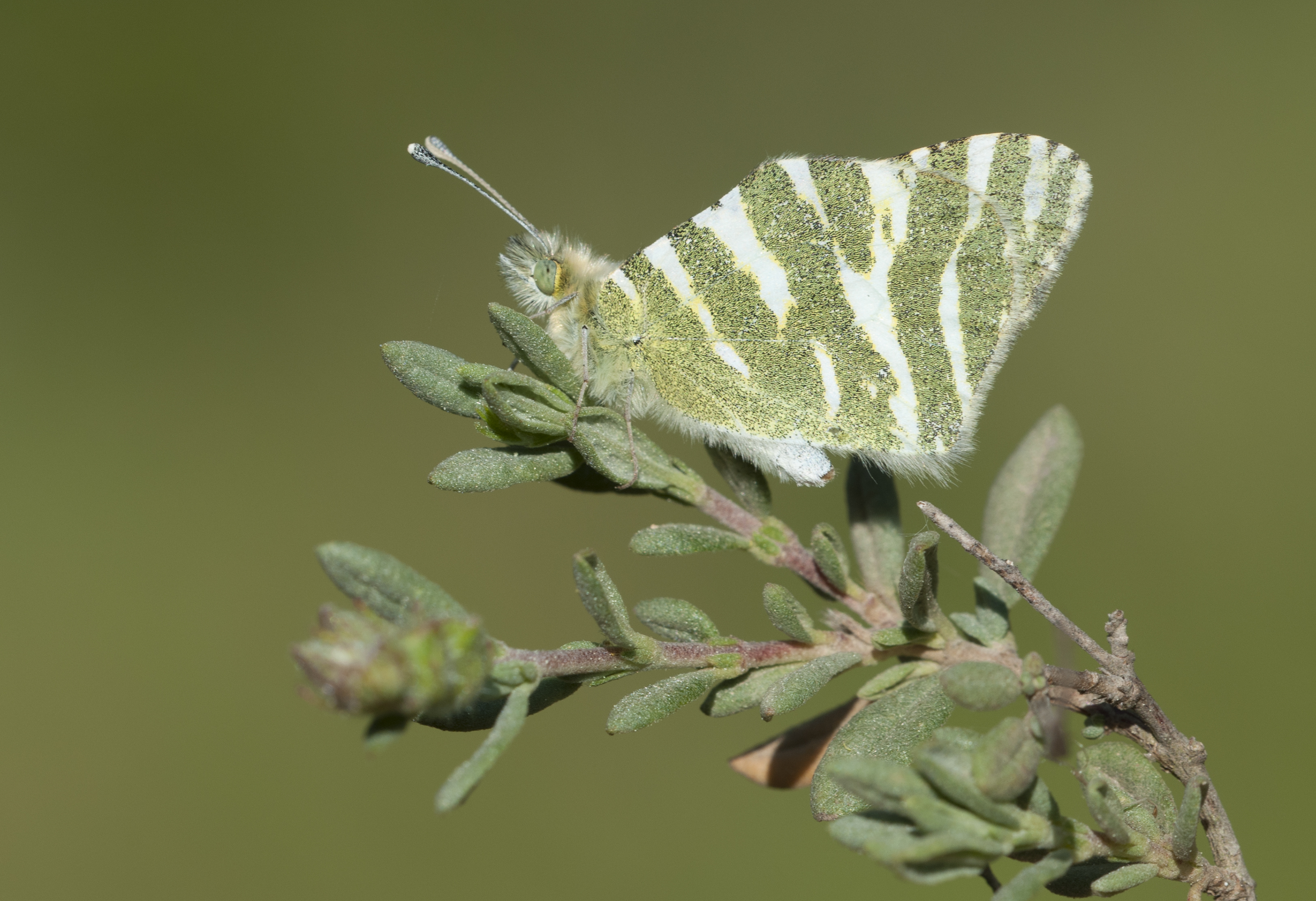
Euchloe belemia
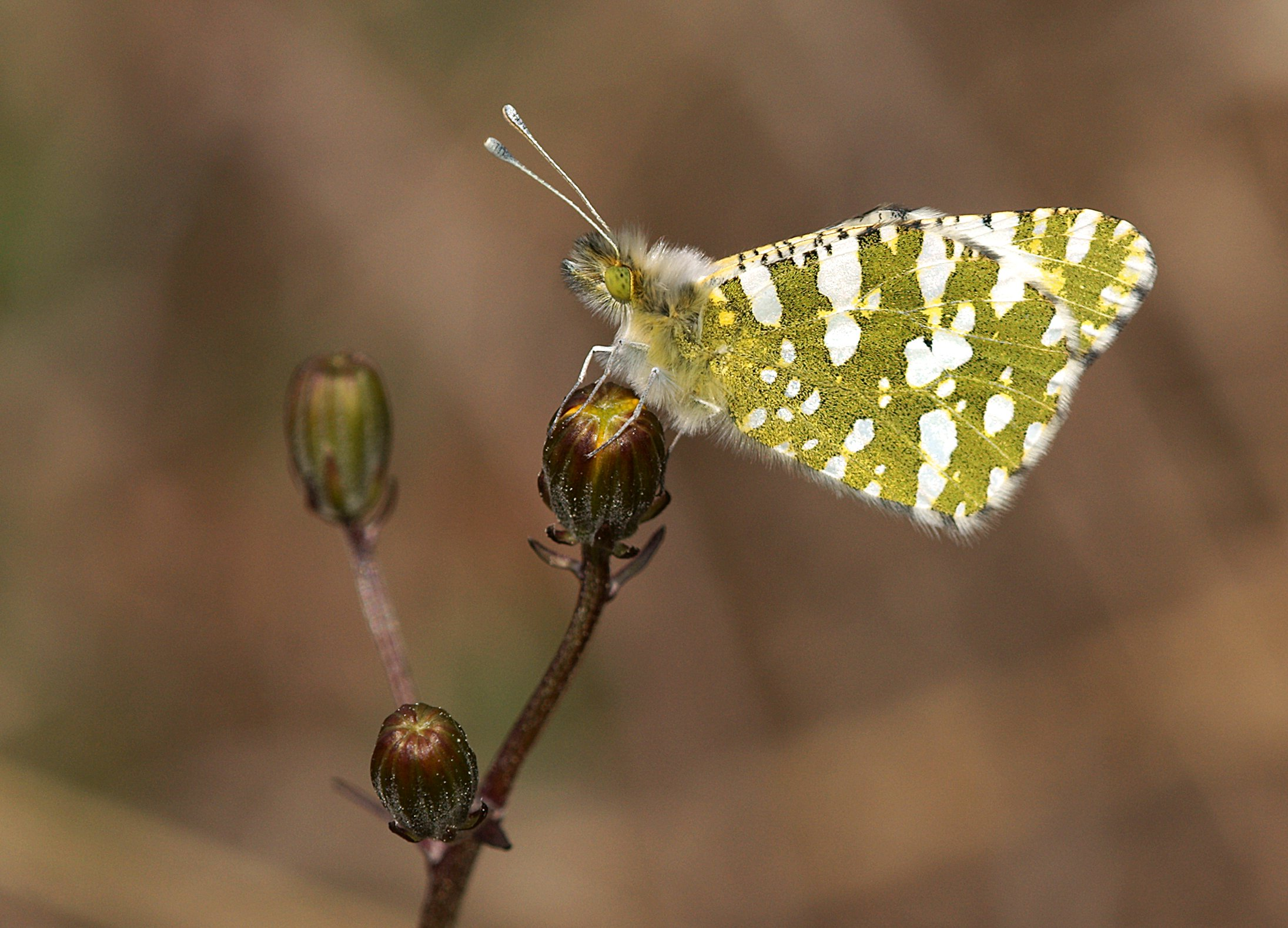
Euchloe crameri
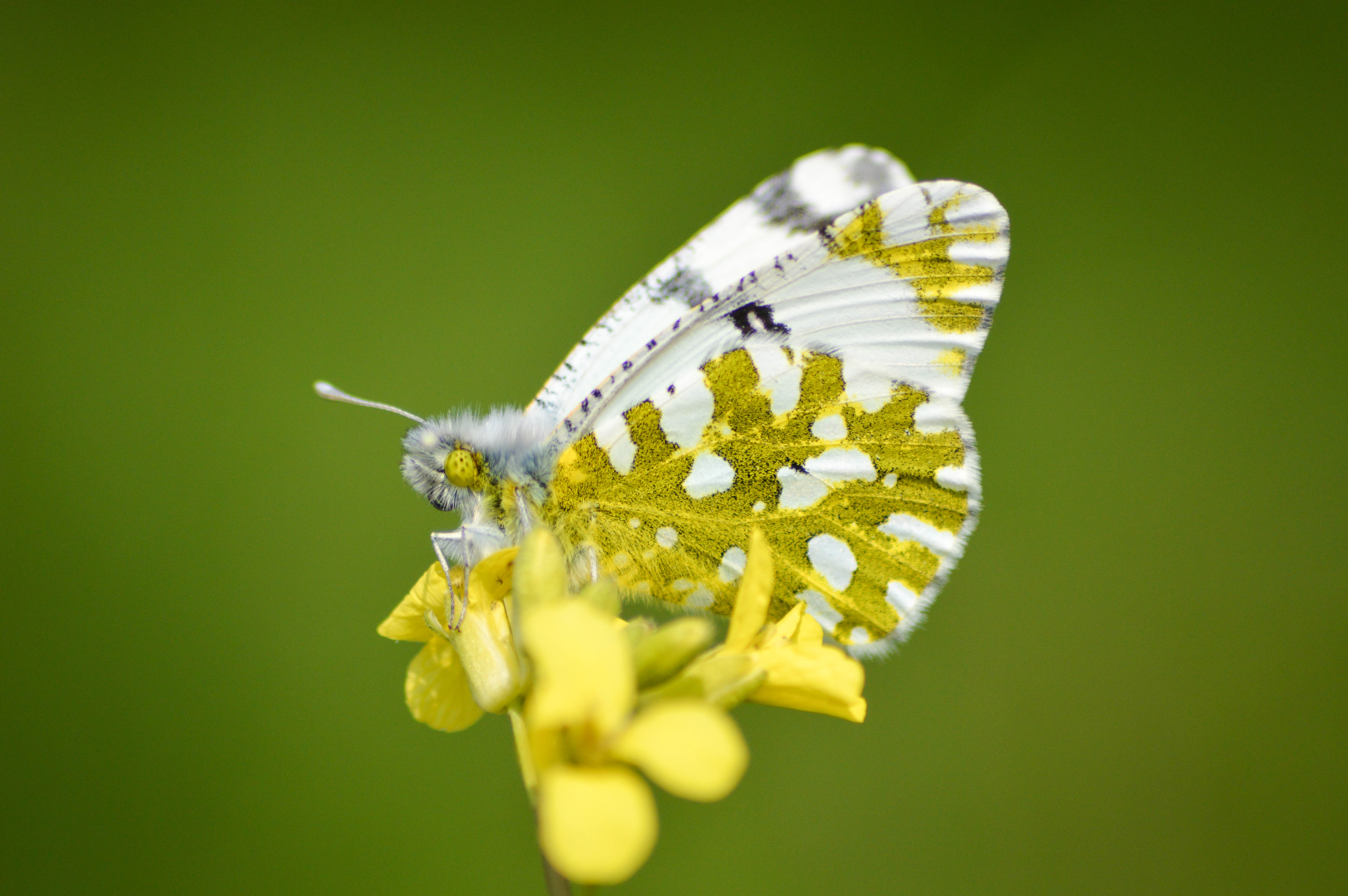
Euchloe ausonia
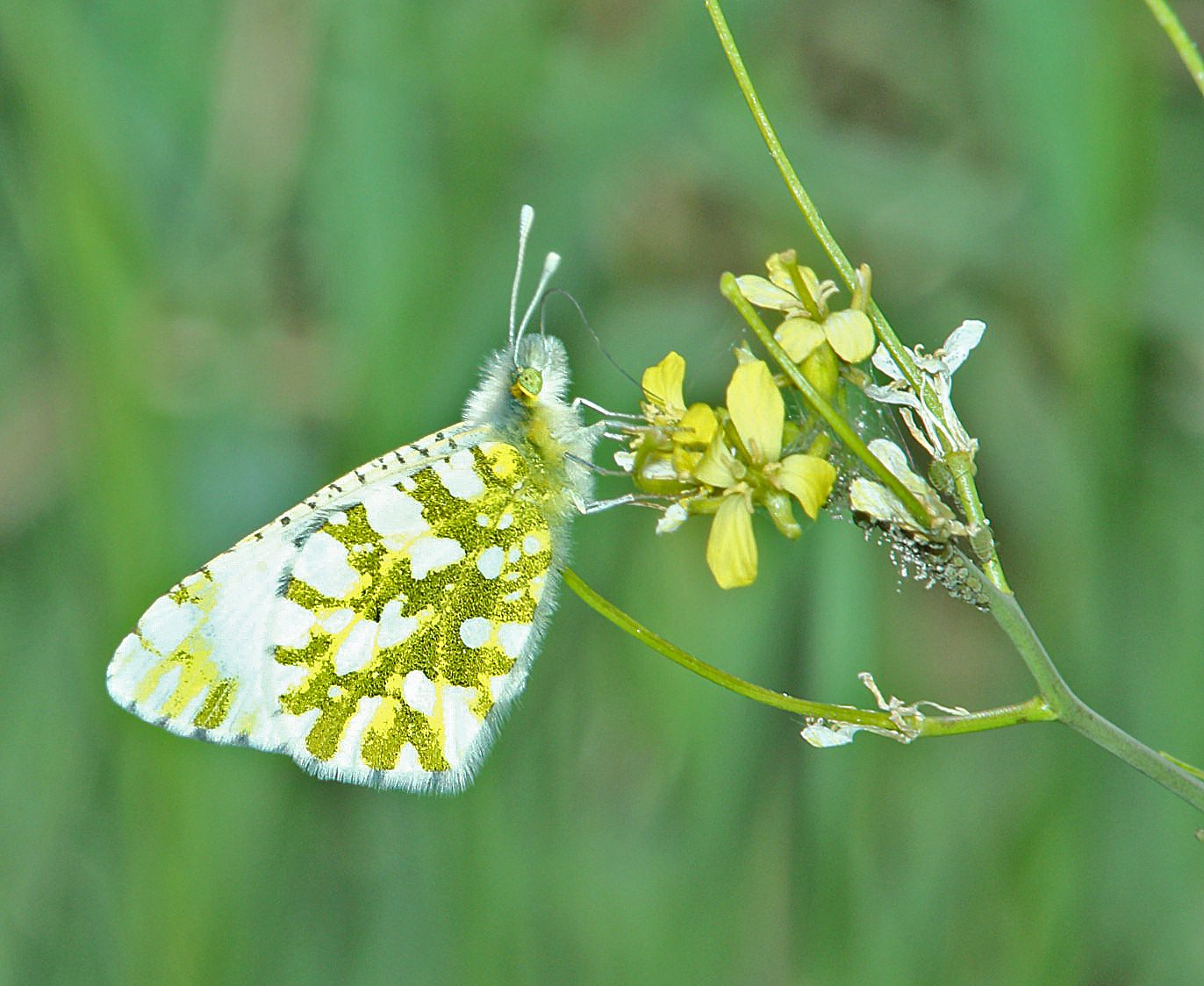
Euchloe ausonides
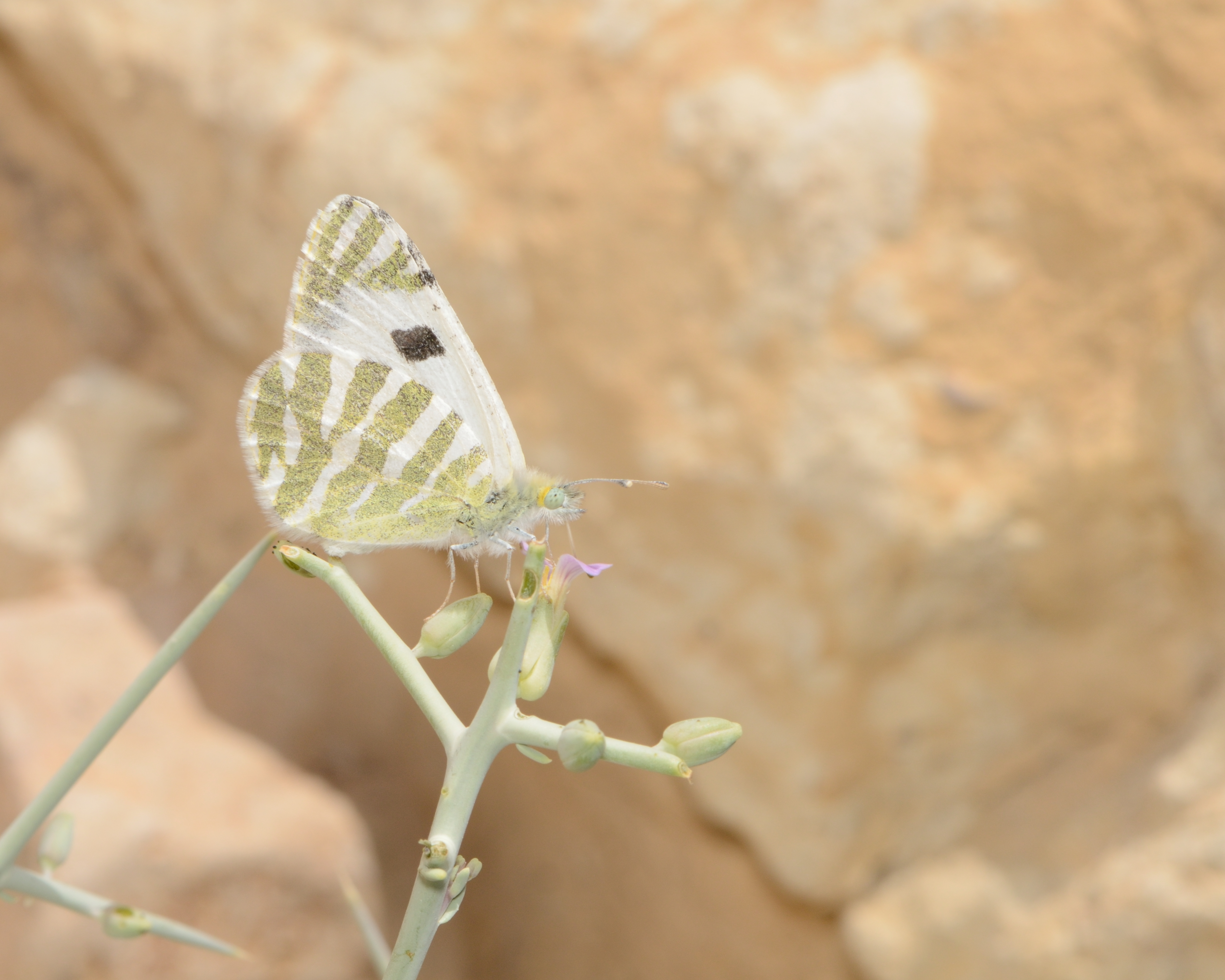
Euchloe falloui
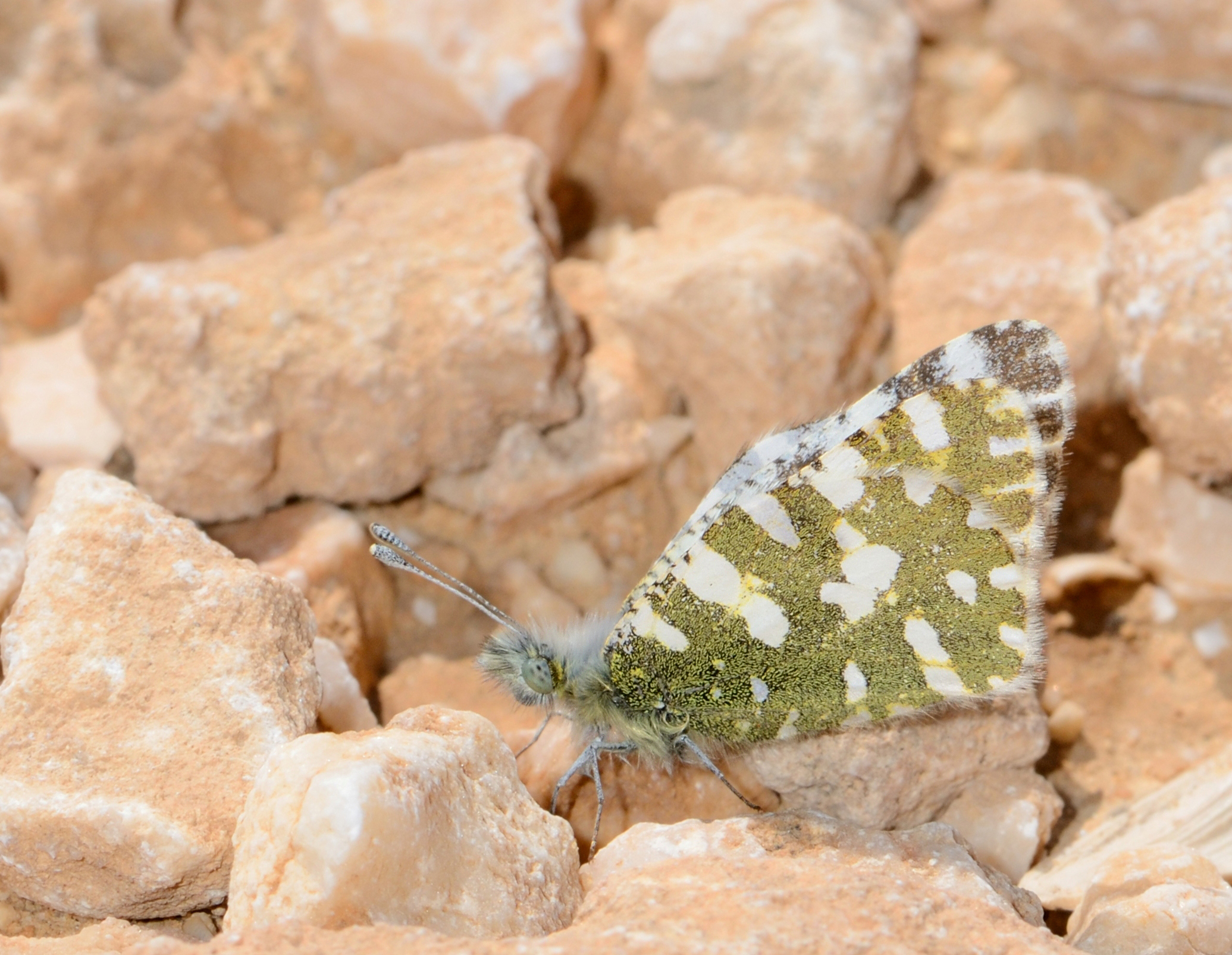
Euchloe aegyptiaca
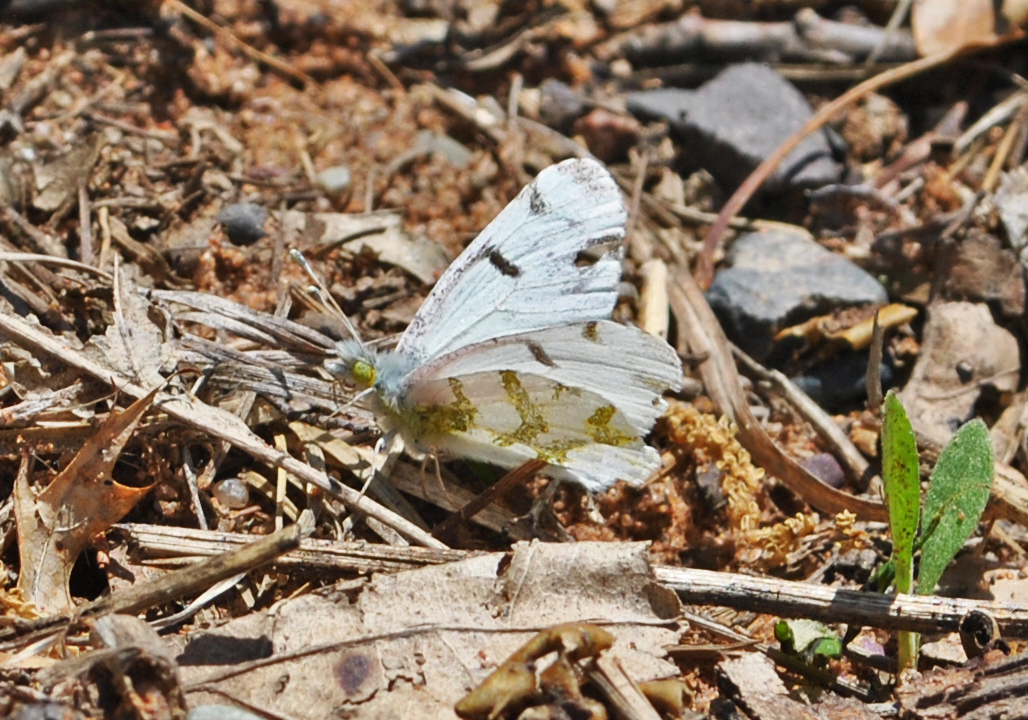
Euchloe olympia
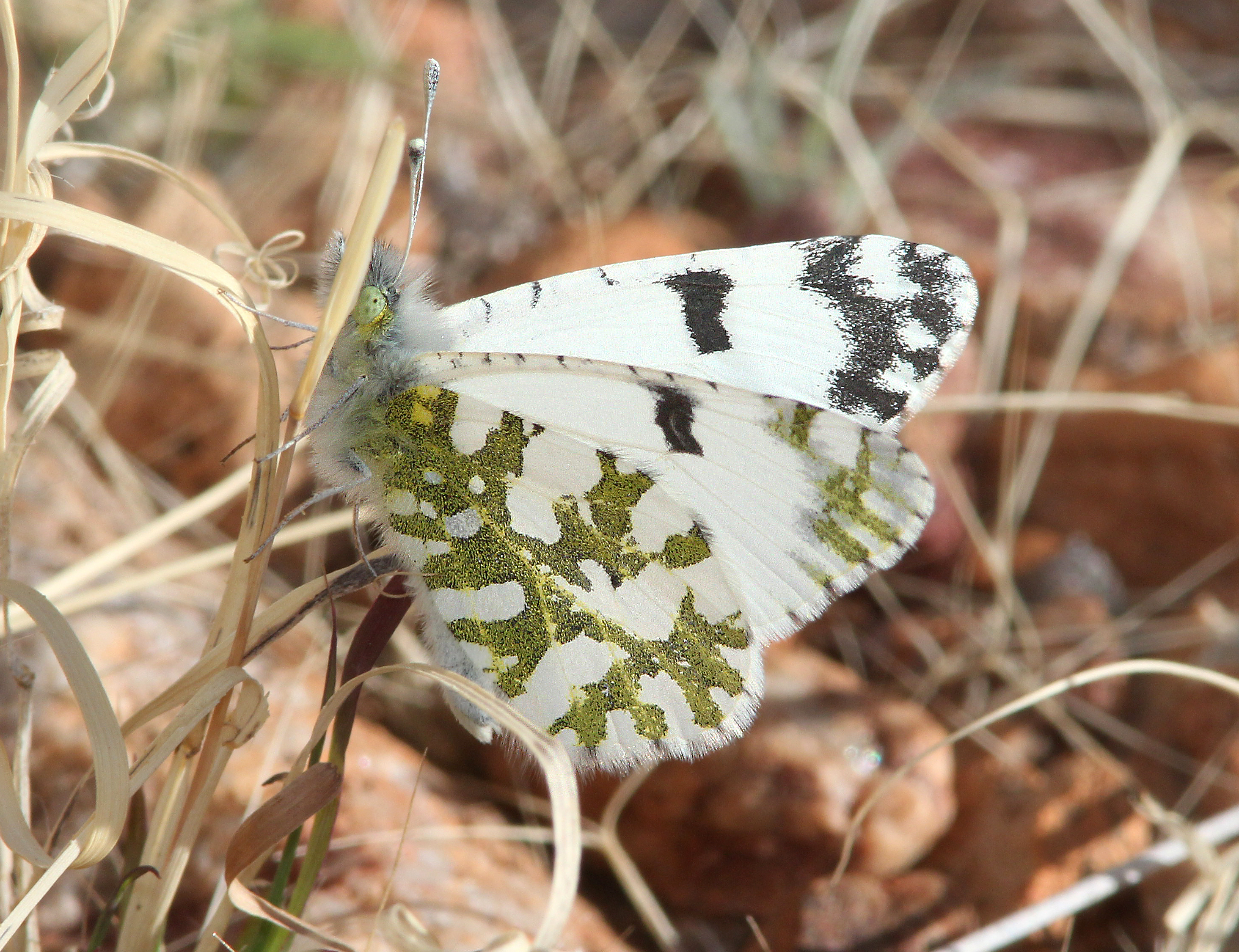
Euchloe lotta

Les espèces suivantes sont placées par certains auteurs dans un genre distinct appelé Iberochloe Back, Knebelsberger & Miller 2008 :
- Euchloe tagis (Hübner, [1804]) — le Marbré de Lusitanie — dans le Sud-Ouest de l'Europe et en Afrique du Nord.
- Euchloe pechi (Staudinger, 1885) — en Afrique du Nord — parfois considérée comme une sous-espèce d’Euchloe tagis.

Les espèces suivantes sont placées par certains auteurs dans un genre distinct appelé Elphinstonia Klots, 1930, mais d'autres considèrent Elphinstonia comme un sous-genre d’Euchloe :
- Euchloe charlonia (Donzel, 1842) — la Piéride soufrée ou la Piéride de la cléome — aux îles Canaries, en Afrique du Nord et au Moyen-Orient.
- Euchloe bazae Fabiano, 1993 — en Espagne.
- Euchloe lucilla Butler, 1886 — en Afghanistan.
- Euchloe transcaspica (Staudinger, [1892]) — en Turkménistan, en Iran.
- Euchloe penia (Freyer, 1852) — la Piéride soufrée des steppes — dans les Balkans et au Moyen-Orient.
- Euchloe tomyris (Christoph, 1884) — en Asie centrale.
- Euchloe lessei Bernardi, 1957 — en Iran.
- Euchloe ziayani Leestmans & Back, 2001 — en Iran.

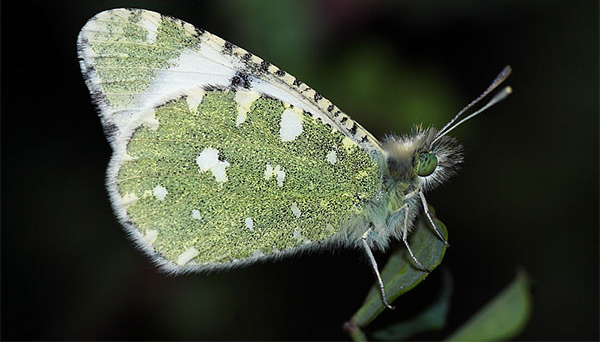
Euchloe tagis
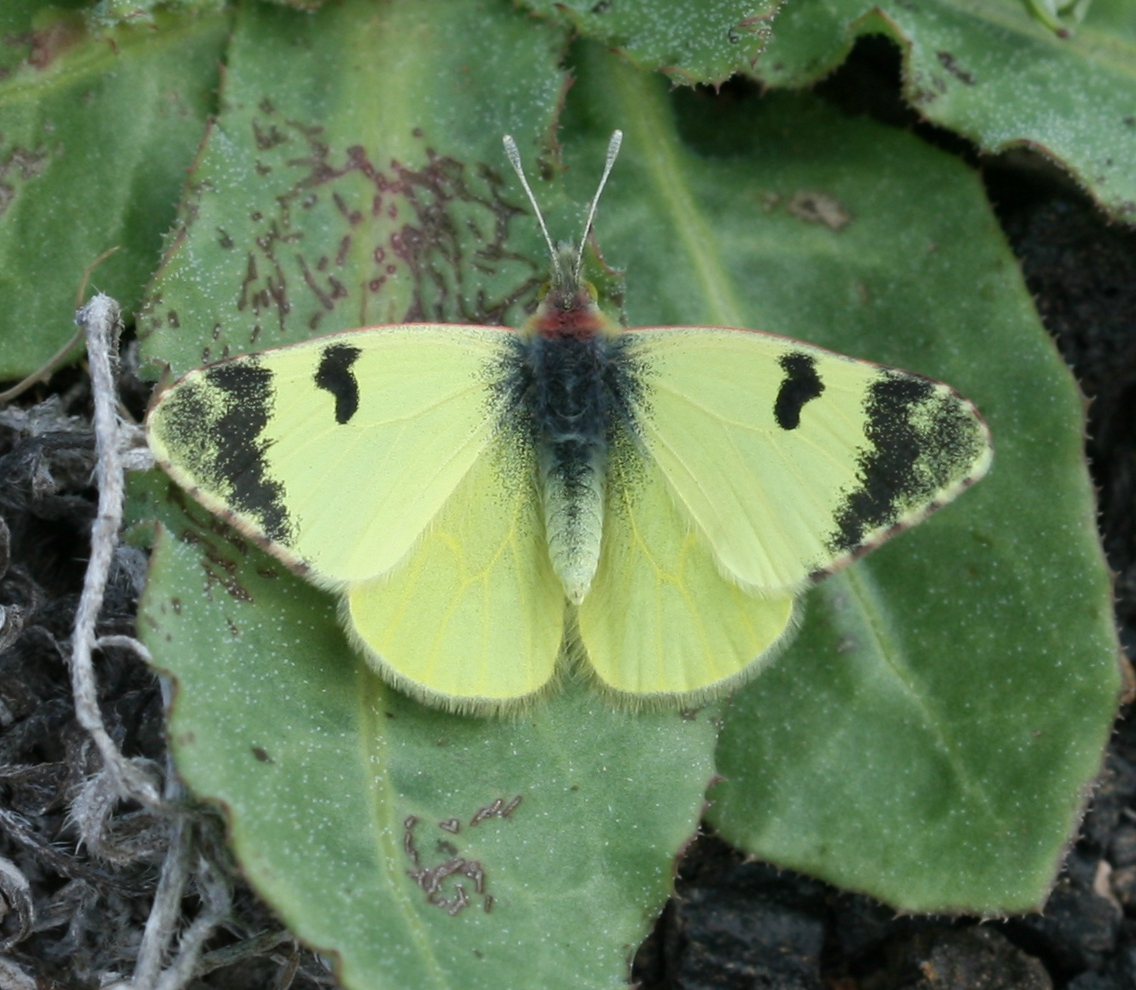
Euchloe charlonia
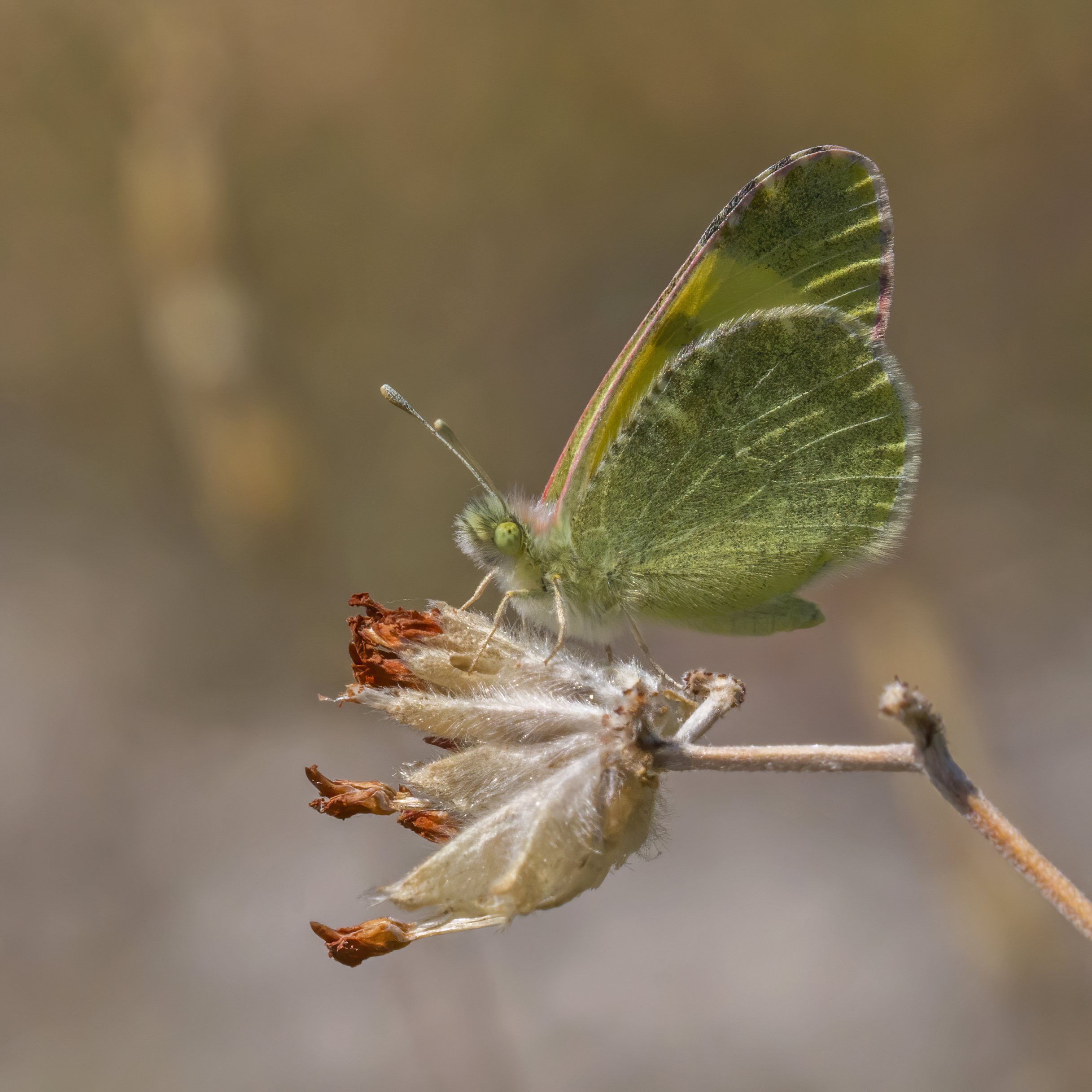
Euchloe penia